# Црна недеља
Црна недеља (енгл. Black Sunday), позната и по оригиналном наслову Маска демона (итал. La maschera del demonio) италијански је хорор филм из 1960. године, режисера Марија Баве, са Барбаром Стил и Џоном Ричардсоном у главним улогама. Радња је базирана на причи „Виј” Николаја Гогоља.
Бава је за свој редитељски деби у почетку претрпео ужасне критике, почев од италијанских критичара па до критичара испред Њујорк Тајмса, који су Црну недељу називали „глупошћу без идеје”.. У Уједињеном Краљевству филм је првих 8 година био забрањен. Међутим, након неколико година критике су постепено почеле да се мењају и све више људи је почело да одаје признање Бавиним хорорима, а пре свега Црној недељи. Данас се овај филм сматра једним од најбољих хорора из периода 1960-их, а неретко се налази и на листама 100 најбољих хорор филмова свих времена.
Године 2007. филм је награђен Наградом Сатурн као део најбоље ДВД колекције, коју су чинили хорори Марија Баве.

## Радња
У Молдавији, 1630. године, принц Вајда осудио је на смрт своју рођену сестру, вештицу Асу Вајду, и њеног љубавника Јавутича. Смртна казна је спроведена на стравичан начин, тако што им је на главу стављена метална маска са шиљцима. Изненадна олуја потом спречава сељаке да спале њихова тела на ломачи.
Два века касније, др Чома Крувајан и његов асистент, Андреј Горобец, истражују Асину гробницу. Након што се Крувајан случајно посече и његова крв падне на Асине посмртне остатке, она устаје из гроба и започиње освету над потомцима свог брата.

## Улоге
| Глумац               | Улога                          |
| -------------------- | ------------------------------ |
| Барбара Стил         | Аса Вајда принцеза Катја Вајда |
| Џон Ричардсон        | др Андреј Горобец              |
| Андреа Чеки          | др Чома Крувајан               |
| Иво Гарани           | принц Вајда                    |
| Артуро Доминичи      | Игор Јавутич                   |
| Енрико Оливери       | Константин Вајда               |
| Тино Бјанчи          | Иван                           |
| Антонио Пјерфедеричи | свештеник                      |
| Клара Бинди          | крчмарица                      |
| Марио Пасанте        | Никита                         |
| Ренато Тера          | Борис                          |
| Ђермана Доминичи     | Соња                           |